# بروزيس
بروزيس هي شركة برتغالية إلكترونية (موقعها على الإنترنت) وهي تنتمي لمجموعة SOIT وتنشط في قطاع التجزئة للتغذية الرياضية. يقع مقر الشركة في مدينة إسبوسيندي
وتعد واحدة من أكبر متاجر التغذية الرياضية في أوروبا؛ حيث يوجد أكثر من 800,000 عميل مسجل بها ونشط في أكثر من 100 سوق. في عام 2015،
وظفت الشركة أكثر من 230 شخصاً ووصلت إيراداتها لأكثر من 45 مليون يورو. تم تأسيس شركة بروزيس في عام 2006 بواسطة ميجيل ميليو.
وبالإضافة إلى بيع المكملات الغذائية عبر الإنترنت فإنها تنتجها على نطاق واسع في مصنع إنتاجها في Póvoa de Lanhoso؛ حيث تم استثمار مبلغ 5 ملايين يورو.

## الشراكات
تعتبر بروزيس شريكًا للرابطة البرتغالية لتعليم الركض (ATRP)  وأصبحت راعية للبطولة البرتغالية للجري اعتبارًا من عام 2016، كشريك اسمي. وتتكون البطولات من أربع مسابقات، منها ثلاث بطولات وطنية وواحدة هي كأس البرتغال.في المقابل، تنقسم هذه المسابقات إلى أكثر من 24 فعالية، ومن المتوقع مشاركة أكثر من 100.000 رياضي. في هذا التخصص فقط، استثمرت بروزيس بالفعل ما يقرب من مليون يورو.  وبروزيس أيضا مورد التغذية الرسمي لأندية كرة القدم الأوروبية مثل نادي فالنسيا لكرة السلة في إسبانيا  ، موناكو في فرنسا ، والعديد من النوادي في البرتغال مثل: سبورت لشبونة وبنفيكا ، سبورتينغ كلوب دي البرتغال  ، سبورتينغ كلوب دي براغا ، فيتوريا سبورت كلوب ، فوتبول كلوب باكوس دي فيريرا  ، ريو أفي  ، كلوب دي فوتبول أوس بيلنينسيس ، غروبو ديسبورتيفو دي شافيز ، سبورتينغ كلوب أولانينس  ، كلوب ديسبورتيفو داس أفيس ، إس سي فريموند،  نادي فارزيم الرياضي  فيتوريا فوتيبول كلوب (سيتوبال) ، نادي فماليكو  ، أكاديميك. كما يرعى المهن الرياضية للمتزلجين البرتغاليين مثل أنطونيو رودريغيز وكارل هنري وميغيل بيانكوني.
منذ يناير 2017، Prozis هي مورد التغذية الرسمي ل (Lega Basket Serie A (LBA  وراعي اللقب لكأس السوبر الإيطالي لعام 2017.

## الجوائز
كانت بروزيس واحدة من العلامات التجارية التي حصلت في البرتغال على جائزة (اختيار المستهلك لعام 2016) في مجال الصحة والرفاهية، وبشكل أكثر تحديدًا في فئة «المكملات الرياضية».
ومن أجل نجاحها في مجال التصدير، حصلت الشركة أيضًا على جائزة «الوحي»، والتي تهدف إلى تمييز وتعزيز نجاح الشركات التي تسعى إلى التصدير والأعمال التجارية الدولية.
كانت هذه الجائزة مبادرة من Novo Bancoand Jornal de Negócios في شراكة مع IGNIOS ، الذين قاموا معًا بإنشاء نسخة 2016 من جوائز التصدير.